# Creus del Mèrit Naval
Les Creus del Mèrit Naval, fins a l'any 1995 Orde del Mèrit Naval és el nom d'una condecoració militar d'Espanya dividida en diverses categories que té per objecte recompensar als membres de l'Armada, l'Exèrcit i la Guàrdia Civil i altres persones civils la realització d'accions i fets o la prestació de serveis de destacat mèrit.
Definida pel mateix Reial decret que les Creus del Mèrit Militar i Creus del Mèrit Aeronàutic. Les Creus del Mèrit Naval tenen per objecte recompensar i distingir individualment als membres de les Forces Armades i del Cos de la Guàrdia Civil, per la realització d'accions i fets o la prestació de serveis de destacat mèrit o importància, així com al personal civil per les seves activitats meritòries relacionades amb la Defensa Nacional. Aquestes accions i fets hauran d'estar relacionades amb l'Armada per a la seva concessió.

## Categories

### Creu
Per a oficials, suboficials i tropa i el personal civil que no tingui el rang suficient per obtenir la Gran Creu.
Les Creus del Mèrit Naval, que seran en forma de creu llatina portaran en el seu anvers una àncora centrada en els braços verticals. Es concediran:
- Amb distintiu vermell: Es concediran a aquelles persones que, amb valor, hagin realitzat accions, fets o serveis eficaços en el transcurs d'un conflicte armat o d'operacions militars que impliquin o puguin implicar l'ús de força armada, i que comportin uns dots militars o de comandament significatives. Serà esmaltada en vermell i portarà l'àncora en or. Penjarà d'una cinta vermella amb llista groga al centre d'ample igual a un vuitè de l'ample total d'aquella.
- Amb distintiu blau: Es concediran per accions, fets o serveis extraordinaris que, sense estar previstos en la secció 1a. d'aquest capítol, es duguin a terme en operacions derivades d'un mandat de les Nacions Unides o en el marc d'altres organitzacions internacionals. Esmaltada en blanc amb passadors blaus en els braços horitzontals i l'ancora en blau. Penja d'una cinta amb els colors nacionals en la mateixa disposició que tenen en la bandera, amb cants blaus de dos mil·límetres d'ample.
- Amb distintiu groc: Es concediran per accions, fets o serveis que comportin greu risc i en els casos de lesions greus o defunció, com a conseqüència d'actes de servei, sempre que impliquin una conducta meritòria. Esmaltada en blanc amb passadors grocs en els braços horitzontals i l'ancora en blau. Penja d'una cinta amb els colors nacionals en la mateixa disposició que tenen en la bandera, amb cants grocs de dos mil·límetres d'ample.
- Amb distintiu blanc: Es concediran per mèrits, treballs, accions, fets o serveis distingits, que s'efectuïn durant la prestació de les missions o serveis que ordinària o extraordinàriament siguin encomanats a les Forces Armades o que estiguin relacionats amb la Defensa, i que no es trobin definits en les tres seccions anteriors d'aquest capítol. Esmaltada en blanc i portarà l'àncora en blau. Penjarà d'una cinta amb els colors nacionals en la mateixa disposició que tenen en la bandera.

### Gran Creu
Per a oficials generals i personal civil amb un rang institucional, administratiu, acadèmic o professional.
La Gran Creu és una placa abrillantada de ràfegues en or, amb la creu llatina i l'ancora, del corresponent color al centre, orlada de dos lleons i dos castells en plata, proporcionals al conjunt. Banda de seda, dels mateixos colors que la cinta de la qual pengen les Creus, unint-se en els seus extrems amb un llaç de la mateixa cinta, del que penjarà la Venera de la Gran Creu timbrada de corona real, en or, i subjecta a la banda per un cèrcol daurat. La venera consistirà en la creu corresponent del mèrit i distintiu concedit. Es concediran:
- Amb distintiu roig: Es concediran a aquelles persones que, amb valor, hagin realitzat accions, fets o serveis eficaços en el transcurs d'un conflicte armat o d'operacions militars que impliquin o puguin implicar l'ús de força armada, i que comportin uns dots militars o de comandament significatives.
- Amb distintiu blau: Es concediran per accions, fets o serveis extraordinaris que, sense estar previstos en la secció 1a. d'aquest capítol, es duguin a terme en operacions derivades d'un mandat de les Nacions Unides o en el marc d'altres organitzacions internacionals.
- Amb distintiu groc: Es concediran per accions, fets o serveis que comportin greu risc i en els casos de lesions greus o defunció, com a conseqüència d'actes de servei, sempre que impliquin una conducta meritòria.
- Amb distintiu blanc: Es concediran per mèrits, treballs, accions, fets o serveis distingits, que s'efectuïn durant la prestació de les missions o serveis que ordinària o extraordinàriament siguin encomanats a les Forces Armades o que estiguin relacionats amb la Defensa, i que no es trobin definits en les tres seccions anteriors d'aquest capítol.

## Insígnies i passadors
| Creu amb distintiu roig.      | Creu amb distintiu blau.      | Creu amb distintiu groc.      | Creu amb distintiu blanc.      |
| Gran Creu amb distintiu roig. | Gran Creu amb distintiu blau. | Gran Creu amb distintiu groc. | Gran creu amb distintiu blanc. |